# Isla (Veracruz)
Isla è una municipalità dello stato di Veracruz, nel Messico centrale, il cui capoluogo è la località omonima.
Conta 42.205 abitanti (2010) e ha una estensione di 927,86 km². 	
La città deve il suo nome alla azienda agricola di Tecamahuixtal, proprietà della famiglia Isla Camacho.